# 瓦尔克茨霍芬
瓦尔克茨霍芬是德国巴伐利亚州的一个市镇。总面积12.75平方公里，总人口1133人，其中男性545人，女性588人（2011年12月31日），人口密度89人/平方公里。